# Goat Semen
A Goat Semen (jelentése: Kecskeondó) perui extrém metal (black, death, heavy metal) együttes. Említést kaptak a  Loudwire és a Gear Gods hasábjain; a Loudwire a 25 legjobb dél-amerikai black metal együttes közé sorolta őket. Nevük felkerült a Kerrang! magazin "hét legsértőbb együttesnév" listájára is. Erick Nayla elmondta, hogy sosem bánta meg, hogy ezt a nevet adta az együttesnek.

## Tagok
- Erick Neyla - ének
- Hellfucker - gitár

## Diszkográfia
- Demo 2003
- Nahdaan Helvetissa
- Devotos del Diablo (2004)
- En Vivo en Lima Hell (2007)[5]
- Ego Sum Satana (2015)[6][7][8][9]
- Fuck Christ (2024)[10]

## Fordítás
Ez a szócikk részben vagy egészben  a   Goat Semen című angol Wikipédia-szócikk fordításán alapul.  Az eredeti cikk szerkesztőit annak laptörténete sorolja fel. Ez a jelzés csupán a megfogalmazás eredetét és a szerzői jogokat jelzi, nem szolgál a cikkben szereplő információk forrásmegjelöléseként.